# Lepidocaryum tenue
Caraná, puy o irapay (Lepidocaryum tenue) es una especie perteneciente a la familia de las palmeras (Arecaceae). Actualmente se considera que Lepidocaryum es un género monotípico y que las restantes especies descritas no son más que sinónimos de un taxón muy variable:Lepidocaryum tenue Es miembro de la tribu Lepidocaryeae, y es similar en apariencia a los géneros estrechamente relacionados, Mauritia y Mauritiella.

## Descripción
Forma agrupaciones de troncos de tan solo 2,5 cm de diámetro,  que no superan los 3,5 metros de altura y que están cubiertos en la parte superior por las hojas. Las pequeñas hojas son palmeadas y nacen de pecíolos con 60 cm de longitud. Cada hoja se divide por la mitad, y cada mitad es, a su vez, dividida en 2 - 11 estrechos foliolos. Es dioico, con flores masculinas y femeninas en diferentes plantas, ambas con inflorescencias interfoliares, ramificadas y que son superficialmente similares. Producen un fruto oblongo u ovoide, normalmente con una semilla, de color rojo a marrón, cubiertas de  escamas.

## Distribución y hábitat
Está extendido por todo el Brasil en la región del Amazonas, Venezuela y las partes más húmedas de Colombia, Guyana y Perú, se trata de palmas de sotobosque que se encuentran en tierras bajas de la selva tropical  En el hábitat, las hojas se utilizan a menudo como paja.

## Importancia económica y cultural
Usos
La palma caraná es usada principalmente para techar, ya que es muy abundante y sus hojas son muy durables. Cuando un techo está bien tejido y adecuadamente construido puede durar hasta 6 años, aunque hay personas que afirman tener techos de hasta 9 años, específicamente en cocinas de   leña, donde permanecen ahumados. El caraná es una de las palmas más usadas en la Amazonia colombiana y una de las palmas más comercializadas en la Amazonia peruana. 
Antiguamente las hojas de caraná solo se empleaban en construcciones tradicionales; sin embargo el crecimiento poblacional y el turismo las han hecho un producto. El uso tradicional implicaba cosechas menos intensivas que las de ahora, pues para las malocas y casas tradicionales, la gente buscaba los mejores palmares y las mejores hojas, con lo que no era necesario cosechar todas las hojas de un tallo, pues no todas las hojas son de buena calidad. Además, los techos eran elaborados con mayor dedicación y cuidado, lo que garantizaba una vida útil mucho más larga que la de los techos elaborados comercialmente. Otro factor que aumentaba la duración de los techos era el ahumado que se le aplicaba al cocinar dentro de las viviendas. Estas prácticas hacían de la cosecha tradicional una actividad sostenible, ya que generaban menos presión sobre las poblaciones de caraná, al hacer cosechas menos intensivas.

## Taxonomía
Lepidocaryum tenue fue descrito por Carl Friedrich Philipp von Martius y publicado en Historia Naturalis Palmarum 2: 51, pl. 7. 1823
Etimología
Lepidocaryum: nombre genérico que combina las palabras griegas para "escama" y "nuez", donde se refiere a los frutos escamosos.
tenue: epíteto del latín que significa "delgado, esbelto".
Variedades
- Lepidocaryum tenue var. casiquiarense (Spruce) A.J.Hend. (1995).
- Lepidocaryum tenue var. gracile (Mart.) A.J.Hend. (1995).
- Lepidocaryum tenue var. tenue.

Sinonimia
- Mauritia tenuis (Mart.) Spruce (1869).[9]